# Live at Carnegie Hall
Live at Carnegie Hall es primer disco en vivo de la banda de rock progresivo británica Renaissance, lanzado como álbum doble en 1976.

## Lista de canciones
Disco 1
1. Prologue (7:35) 
2. Ocean Gypsy (7:48) 
3. Can You Understand? (10:41) 
4. Carpet of the Sun (4:15)
5. Running Hard (9:43)
6. Mother Russia (10:48)
Disco 2
1. Song of Scheherazade (28:50)
2. Ashes Are Burning (23:50)

## Integrantes
- Annie Haslam - voz principal y coros
- Michael Dunford - guitarra acústica, guitarra eléctrica y coros
- John Tout - teclados
- Jon Camp - bajo eléctrico, voz y coros
- Terence Sullivan - batería, percusiones y coros

Músicos invitados:
- Orquesta Filarmónica de Nueva York dirigida por Tony Cox

Letras:
- Betty Thatcher